# Mark Clapham
Mark Clapham (Reino Unido, 29 de enero de 1976) es un autor británico, conocido por escribir libros de ficción y referencia para series de televisión, en particular Doctor Who (y spin-offs) en su libro (escrito con Eddie Robson y Jim Smith): Who's Next .

## Biografía
Comenzó a escribir fanfiction de Doctor Who y, a través de Seventh Door Fanzines, comenzó a trabajar con Lance Parkin. El trabajo notable de fan fiction incluyó Integration, una novela en la serie Odyssey de Seventh Door, editada por Parkin.
Cuando se le pidió que escribiera una New Adventure (una novela de Bernice Summerfield para Virgin Publishing) para noviembre de 1998, Parkin se encontró demasiado ocupado con otros compromisos para escribir un libro por su cuenta y, con la bendición de la editora Rebecca Levene, trajo a Clapham como un coautor. Entre ellos, los dos idearon Beige Planet Mars, una novela de misterio del campus ambientada en una Universidad de Marte. Más tarde, a Clapham se le ofreció el último puesto de Virgin Benny y, con una fecha límite ajustada, contrató a Jon de Burgh Miller como coguionista de Crepúsculo de los dioses.
Coescribió The Taking of Planet 5 con Simon Bucher-Jones en la línea de novelas Doctor Who de la BBC, antes de finalmente escribir su primera novela en solitario, Hope. Escribió un cómic en la antología Zombies de Accent UK. Ha editado Secret Histories, una antología de Bernice Summerfield.
Ha escrito no ficción, tanto libros de referencia para televisión (a menudo con Jim Smith) como trabajos en revistas (especialmente para la revista oficial Xena: Warrior Princess). También es uno de los propietarios y revisores de la revista web Shiny Shelf.